# Брігел
Брігел (порт. Briguel, нар. 8 березня 1979, Фуншал) — португальський футболіст, що грав на позиції захисника.
Виступав, зокрема, за клуб «Марітіму», а також молодіжну збірну Португалії.

## Клубна кар'єра
Народився 8 березня 1979 року в місті Фуншал. Вихованець футбольної школи клубу «Марітіму».
У дорослому футболі дебютував 1999 року виступами за команду «Марітіму Б», у якій провів один сезон, взявши участь у 77 матчах чемпіонату. 
У 2000 році розпочав виступи за головну команду «Марітіму», за яку відіграв 16 сезонів. Завершив професійну кар'єру футболіста виступами за команду «Марітіму» у 2016 році.

## Виступи за збірну
У 2002 році залучався до складу молодіжної збірної Португалії. На молодіжному рівні зіграв у 5 офіційних матчах.